# Aylacostoma
Genre
Statut de conservation UICN

 EW  : Éteint à l'état sauvage
Aylacostoma  est un genre de mollusques gastéropodes d'eau douce dont toutes les espèces ont disparu à l'état sauvage. 
Le genre comprend les espèces suivantes :
- Aylacostoma chloroticum
- Aylacostoma guaraniticum
- Aylacostoma stigmaticum

Ces mollusques vivaient dans le fleuve Paraná, dans les eaux des rapides saturées en dioxygène. Ils s'y nourrissaient d'algues d'eau douce. Il s'agit d'espèces parthénogénétiques : les individus sont tous femelles et donnent naissance à un nombre réduit de larves robustes (moins de trois) capables de résister aux courants. Après la construction du barrage de Yacyretá en 1993, l'habitat de ces mollusques fut inondé et moins de trois ans plus tard, ces espèces avaient disparu à l'état sauvage. Seule une petite population subsiste en aquarium et son avenir est incertain, étant donné les difficultés à reproduire les conditions de vie idéales de ces gastéropodes.